# EBOH in het seizoen 1954/55
Het seizoen 1954/1955 was het eerste jaar in het bestaan van de Dordtse betaaldvoetbalclub EBOH. De club kwam uit in de Eerste klasse C en eindigde daarin op de zesde plaats, dit betekende dat de club in het nieuwe seizoen uitkwam op het hoogste voetbalniveau.

## Wedstrijdstatistieken

### Eerste klasse C(afgebroken)
|       | BVV   | Excelsior | Hermes DVS | Kerkrade | Limburgia | NAC   | PSV | RBC   | Sittardia | VVV   | Willem II | Xerxes |
| ----- | ----- | --------- | ---------- | -------- | --------- | ----- | --- | ----- | --------- | ----- | --------- | ------ |
| Thuis | –     | –         | –          | –        | 2 – 0     | 3 – 4 | –   | –     | 3 – 3     | –     | 2 – 1     | –      |
| Uit   | 4 – 0 | –         | 4 – 3      | –        | –         | –     | –   | 4 – 1 | –         | 2 – 5 | –         | –      |

### Eerste klasse C
|       | Alkmaar '54 | Blauw-Wit | Enschedese Boys | Feijenoord | GVAV  | Haarlem | Hermes DVS | Limburgia | N.E.C. | NOAD  | PSV   | Rapid JC | Vitesse |
| ----- | ----------- | --------- | --------------- | ---------- | ----- | ------- | ---------- | --------- | ------ | ----- | ----- | -------- | ------- |
| Thuis | 1 – 0       | 5 – 2     | 1 – 3           | 1 – 0      | 2 – 1 | 3 – 2   | 1 – 0      | 3 – 3     | 1 – 0  | 1 – 1 | 2 – 2 | 3 – 1    | 2 – 1   |
| Uit   | 2 – 1       | 2 – 0     | 1 – 5           | 0 – 1      | 2 – 0 | 5 – 3   | 2 – 0      | 1 – 0     | 1 – 2  | 6 – 1 | 7 – 3 | 4 – 0    | 1 – 1   |

## Statistieken EBOH 1954/1955

### Eindstand EBOH in de Nederlandse Eerste klasse C 1954 / 1955
| Stand | Gespeeld | Gewonnen | Gelijk | Verloren | Punten | Doelpunten voor | Doelpunten tegen |
| ----- | -------- | -------- | ------ | -------- | ------ | --------------- | ---------------- |
| 6e    | 26       | 12       | 4      | 10       | 28     | 45              | 50               |

### Eindstand EBOH in de Nederlandse Eerste klasse C 1954 / 1955 (afgebroken)
| Stand | Gespeeld | Gewonnen | Gelijk | Verloren | Punten | Doelpunten voor | Doelpunten tegen |
| ----- | -------- | -------- | ------ | -------- | ------ | --------------- | ---------------- |
| 7e    | 9        | 4        | 1      | 4        | 9      | 22              | 22               |

### Topscorers
| #                | Naam                   | Goal |
| ---------------- | ---------------------- | ---- |
| 1.               | Bas Hijbeek            | 11   |
| 2.               | Arie Schoon            | 9    |
| 3.               | Cor Scheurwater        | 8    |
| 4.               | Frits Wouters          | 7    |
| 5.               | Rein de Bruyn          | 5    |
| 6.               | Jan Confurius          | 1    |
| 6.               | Leemans                | 1    |
| 6.               | Jan Oosthoek           | 1    |
| Eigen doelpunten |                        |      |
| –                | Jan Eggels (Limburgia) | 1    |
| –                | Toon Wouters (PSV)     | 1    |
| Totaal           | Totaal                 | 45   |

| #              | Naam                           | Goal |
| -------------- | ------------------------------ | ---- |
| 1.             | Arie Schoon                    | 9    |
| 2.             | Rein de Bruyn                  | 4    |
| 2.             | Frits Wouters                  | 4    |
| 4.             | Cor Scheurwater                | 2    |
| 5.             | Jan Confurius                  | 1    |
| 5.             | Bas Hijbeek                    | 1    |
| Eigen doelpunt |                                |      |
| –              | Rik van Veldhuizen (Excelsior) | 1    |
| Totaal         | Totaal                         | 22   |